# تمرینات ایزوتونیک
تمرینات ایزوتونیک مجموعه‌ای از حرکات و تمرینها هستند که با تکیه بر انقباض ایزوتونیک (نوعی انقباض ماهیچه‌ها در بدن انسان) موجب افزایش توان و قدرت تارهای ماهیچهٔ انسان می‌شود. این تمرینات برای افزایش آمادگی عضلانی مردان و زنان در همه سنین و هم چنین کودکان، مناسب بوده و تا حدود بسیار زیادی به آمادگی افراد برای انجام سایر فعالیت‌های ورزشی کمک می‌نمایند. آمادگی عضلانی به وسیله تمرینات ایزومتریک و ایزوکنتیک نیز قابل دستیابی است؛ ولی اتفاق نظر بر انجام ترکیبی از دو تمرین فوق و تمرینات ایزوتونیک است.

## انواع
دو نوع تمرین ایزوتونیک وجود دارد:
1. تمرینات ایزوتونیک بدون وزنه (خانگی)
2. تمرینات ایزوتونیک با وزنه (باشگاهی)

### تمرینات ایزوتونیک بدون وزنه (خانگی)
گونه‌ای از تمرینات ایزوتونیک را می‌توان در محیطی غیر از محیط باشگاه انجام داد (مثلاً در پارک یا خانه). البته توصیه پژوهشگران ورزشی اینست که در صورت تمایل به آغاز تمرین ایزوتونیک برای مدت ۳ ماه از این تمرینات که به تمرین‌های ایزوتونیک – کالیستنیک مشهورند، سود جست.

### تمرینات ایزوتونیک با وزنه (باشگاهی)
پیش از شروع تمرینات باید از دلیل آغاز کار خود مطلع بود. برای به موفقیت رسیدن در تمرینات با وزنه این نکته از اهمیتی خاص برخوردار می‌باشد به عنوان مثال اگر یکی از دوستان یا آشنایان به شخص می‌گویند که: " تو ضعیفی و برای قویتر شدن باید به باشگاه بدنسازی بروی ." این دلیل برای انجام تمرینات بدنسازی کافی نیست زیرا در این صورت شخص برای قانع کردن دوست یا آشنای خود تمرین می‌کند. بهترین راه برای بدست آوردن دلیل درست، صداقت و واقع بینی شخص نسبت به خود می‌باشد. به این معنا که پیش از تصمیم‌گیری دربارهٔ تمرینات هدف خود را از تمرین کردن مشخص نماید به عنوان مثال می‌خواهد از تناسب اندام بهتری برخوردار گردد یا نه می‌خواهد در رشته ورزشی خود به عنوان یک فرد حرفه‌ای از دیگران متمایز شود یا هر هدف دیگری مهم اینست که هدف برای شخص کاملاً مشخص باشد، بدون مشخص بودن هدف، تمرین کردن کاری عبث و بیهوده است.

## گروه‌های بدنی
پیش از آغاز تمرینات باید گروه بدنی شخص تعیین گردد، در مجموع سه گروه بدنی وجود دارد که شخصی که ورزش می‌کند از روی خصایص مربوط به هر یک می‌تواند گروه مربوط به خود را باز شناسد.

## تمرین مؤثر
تمرین مؤثر برای پرورش بافت عضلانی تمرینی است که در کوتاه‌ترین زمان نتیجه خوبی از خود بروز دهد.

## برنامه‌ریزی جهت تمرینات ایزوتونیک
بحث پیرامون سیستم‌های تمرینی ایزوتونیک بسیار پیچیده است اما آنچه که مهم است اینست که سیستمی انتخاب شود که ورزشکار را در هنگام تمرین ایزوتونیک به نقطه MMF ضعف عضلانی برساند.
واژه‌های مهمی که در برنامه‌های تمرینی ایزوتونیک به کار برده می‌شوند، عبارتند از:
1. شدت
2. تکرار
3. ست
4. حجم تمرین
5. آرایش حرکات

### شدت
شدت باید به صورتی باشد که عضلات را به چالش بکشد و تا زمانی باید وزنه‌ها و تکرارها اضافه شود که سوزش را در عضلات احساس کنید و تا جایی ادامه دهید تا به ناتوانی برسید.

### تکرار
برای عضلات پایین‌تنه بالای ۸ تکرار و برای عضلات بالاتنه زیر ۱۰ تکرار بهترین انتخاب می‌باشد که البته هر چقدر تکرارها زیادتر شود بدن کالری بیشتری می‌سوزاند و به اصطلاح کات می‌شود پس کسانی که می‌خواهند حجم بهتری بگیرند از تعداد کمتر و با وزنهٔ سنگین تر بهره بگیرند.
تعداد تکرارها با توجه به در صدهای مختلف یک تکرار حداکثر به شرح زیر می‌باشد:
۱۰۰٪ یک تکرار حداکثر = ۱ تکرار
۹۵٪ یک تکرار حداکثر = ۲ تکرار
۹۰٪ یک تکرار حداکثر = ۴ تکرار
۸۵٪ یک تکرار حداکثر = ۶ تکرار
۸۰٪ یک تکرار حداکثر = ۸ تکرار
۷۵٪ یک تکرار حداکثر = ۱۰تکرار
۷۰٪ یک تکرار حداکثر = ۱۲تکرار
۶۵٪ یک تکرار حداکثر = ۱۴تکرار
۶۰٪ یک تکرار حداکثر = ۱۵ تا ۲۰ تکرار
لازم است ذکر شود که علاوه بر معیار قرار دادن یک تکرار حداکثر می‌توان تعداد تکرارهای دیگر نیز استفاده نمود که البته در این صورت اطلاعات فوق به همان نسبت تغییر می‌یابند، به عنوان مثال اگر شدت را با معیار ۱۲ تکرار حداکثر بسنجیم اطلاعات فوق به نحو ذیل تغییر می‌یابند:
۱۰۰٪ ۱۲ تکرار حداکثر = ۱۲ تکرار
۹۵٪ ۱۲ تکرار حداکثر = ۱۳ تکرار
۹۰٪ ۱۲ تکرار حداکثر = ۱۵ تکرار
۸۵٪ ۱۲ تکرار حداکثر = ۱۷ تکرار
۸۰٪ ۱۲ تکرار حداکثر = ۱۹ تکرار
۷۵٪ ۱۲ تکرار حداکثر = ۲۱ تکرار
۷۰٪ ۱۲ تکرار حداکثر = ۲۳ تکرار
۶۵٪ ۱۲ تکرار حداکثر = ۲۵ تکرار
۶۰٪ ۱۲ تکرار حداکثر = ۲۶ تا ۳۱ تکرار
شدت با تعداد تکرار رابطه معکوس دارد؛ یعنی تکرارهای بیشتری را می‌توان با وزنه‌های سبک‌تر انجام داد و بالعکس.

### ست
شامل تعداد معینی از تکرارهای متوالی می‌باشد. به عنوان مثال:
```
حرکت 
پرس سینه
 = ۱۲ × ۳
```

که در آن ۳ نشان دهنده ست‌ها و ۱۲ نشاندهنده تکرارهایی است که حرکت پرس سینه را باید انجام داد. برای بدست آوردن مقدار وزنه یک تکرار حد اکثر می‌توان از فرمول زیر استفاده نمود (به شرط اینکه تکرارها از ۱۰ بیشتر نباشد):
```
[(۰٫۰۲۷۸ × تعداد تکرار تا ناتوانی) –۱٫۰۲۷۸] ÷ مقدار وزنه جابه‌جا شده (Kg) = یک تکرار حداکثر
```

به عنوان مثال اگر فرد پرس سینه با هالتر را با وزنه ۶۰ کیلوگرمی حداکثر ۷ تکرار تا نا توانی ادامه دهد برآورد یک تکرار حداکثر وی بدین ترتیب ۷۲کیلوگرم است:
```
[(۰٫۰۲۷۸ × ۷) – ۱٫۰۲۷۸] ÷ ۶۰  = ۷۲
```

### حجم تمرین
مجموع کل وزنه‌های جابجا شده در ست‌ها و تکرارها در یک جلسه تمرینی می‌باشد.

## روش تمرینی
برای افزایش قدرت استفاده از مقاومت زیاد و تعداد تکرارهای کم است، و مقاومت کم و تکرارهای زیاد جهت افزایش استقامت عضلانی مطلوب می‌باشد.
جدول ذیل راهنمایی‌های کالج آمریکایی طب ورزشی را در مورد افراد بالغ سالم، افراد مسن و کودکان و نوجوانانی که یک برنامه تمرینی ایزوتونیک را شروع می‌نمایند، نشان می‌دهد:
| گروه            | شدت                       | تکرار    | ست    | تعداد جلسه در هفته | تعداد حرکات برای هر گروه عضلانی |
| --------------- | ------------------------- | -------- | ----- | ------------------ | ------------------------------- |
| افراد بالغ سالم | ۷۰ تا ۸۰٪ یک تکرار حداکثر | ۱۲ – ۸   | ۱     | ۲ ≤                | ۱                               |
| افراد مسن       | ۷۰ تا ۸۰٪ یک تکرار حداکثر | ۱۲ – ۸   | ۱     | ۲ ≤                | ۱                               |
| کودکان          | ۷۰٪ ≥ یک تکرار حداکثر     | ۱۲ – ۸ ≤ | ۱ – ۲ | ۲                  | ۱                               |

در جدول فوق برای افراد مسن و کودکان، استفاده از حرکات چند مفصلی توصیه می‌شود. هم چنین حضور مربی در هر جلسه تمرین کودکان و نوجوانان الزامی است. باید توجه داشت که این راهنمایی مخصوص افراد مبتدی بوده و برای افرادی که تجربه تمرین ایزوتونیک را دارند، بر اساس اهداف شخصی، میزان آمادگی عضلانی اولیه و زمان موجود برای تمرین، این دستورالعمل‌ها به نحو ذیل اصلاح می‌گردند:
| اهداف               | شدت                                                        | تکرارها | ست‌ها  | تعداد جلسات در هفته | طول برنامه       |
| ------------------- | ---------------------------------------------------------- | ------- | ----- | ------------------- | ---------------- |
| افزایش قدرت مقدماتی | ۷۰ تا ۸۵٪ یک تکرار حداکثر یا شش تا هشت تکرار حداکثر        | ۸ – ۶   | ۳     | ۳                   | ۶ هفته یا بیشتر  |
| افزایش قدرت پیشرفته | ۸۰ تا ۹۰٪ یک تکرار حداکثر یا چهار تا هشت تکرار حداکثر      | ۸ – ۴   | ۶ – ۵ | ۶ – ۵               | ۱۲ هفته یا بیشتر |
| افزایش استقامت      | کمتر یا مساوی ۶۰٪ یک تکرار حداکثر یا ۱۵ تا ۲۰ تکرار حداکثر | ۲۰ – ۱۵ | ۳     | ۳                   | ۶ هفته یا بیشتر  |
| حجیم‌سازی مقدماتی    | ۶۰ تا ۷۰٪ یک تکرار حداکثر یا ۱۲ تا ۱۵ تکرار حداکثر         | ۱۵ – ۱۲ | ۳     | ۳                   | ۶ هفته یا بیشتر  |
| حجیم‌سازی پیشرفته    | ۷۰ تا ۷۵٪ یک تکرار حداکثر یا ۱۰ تا ۱۲ تکرار حداکثر         | ۱۲ – ۱۰ | ۶ – ۵ | ۶ – ۵               | ۱۲ هفته یا بیشتر |

همانگونه که در جدول فوق آمده است، با تغییر شدت، تکرار، ست و تعداد جلسات برنامه‌های تمرین ایزوتونیک را می‌توان به نحوی طراحی نمود که قدرت استقامت یا اندازه عضلات در حد قابل قبولی افزایش یابند.

### شدت
معمولاً برای کسب قدرت در حد مطلوب شدت را بین ۸۰ تا ۸۵٪ یک تکرار حداکثر تنظیم می‌کنند (یعنی شدت متوسط به بالا و شدت زیاد). در صورت تمایل به افزایش استقامت عضلانی شدت را ۶۰٪ ۱۵ تا ۲۰ تکرار حداکثر، برآورد می‌نمایند. به همین ترتیب برای بدست آوردن حجم بیشتر شدت را متوسط، یعنی ۷۰ تا ۸۰٪ یک تکرار حداکثر تنظیم می‌کنند، در این مورد ست‌ها را افزایش داده (۵ تا ۶ ست و حتی ۸) و برای هر گروه عضلانی چندین حرکت طراحی می‌گردد و نیز تعداد جلسات نیز افزایش می‌یابد. البته یکی دیگر از راه‌های فهمیدن میزان شدت وارده بر فرد می‌توان از آزمون درک فشار RPE نام برد در این روش در حین تمرین از فرد می‌خواهیم به شدت فعالیت خود نمره‌ای از ۱ تا ۲۰ بدهد و سپس این نمره را با درصدهای علمی مقایسه می‌کنیم مثلاً ۱۰ می‌شود ۵۰٪.

### ست
باید دانست که حتی انجام یک ست از یک حرکت هم در افزایش آمادگی عضلانی بی تأثیر نیست اما تحقیقات انجام گرفته به وسیله برگر، هاردج و کلارک اجرای بیش از ۳ ست از هر حرکت را دارای تأثیر مطلوب ارزیابی نموده است. انجام بیش از ۵ ست در برنامه‌های حجیم‌سازی و کسب قدرت پیشنهاد گردیده است.

### تعداد جلسات
با توجه به اهداف شخص تعداد جلسات از ۳ تا ۶ جلسه در هفته توصیه می‌گردد. به این ترتیب که ۳ تا ۴ جلسه برای افراد مبتدی و ۵ تا ۶ جلسه هم برای افراد دارای آمادگی خوب و حرفه ای‌ها، توصیه می‌شود.
آرایش حرکات: قانون کلی که برای آرایش حرکات وجود دارد، اینست که برای هر گروه از عضلات در پایینترین حالت و حداقل ۱ حرکت وجود داشته باشد. هر چند که انجام حرکات بیش از این مقدار مطلوبتر است اما باید دانست که بیش از ۶ حرکت برای هر گروه عضلانی می‌تواند در افزایش قدرت و حجم دارای نتیجه‌ای نباشد یا نتیجه کمی دربرداشته باشد. معمولاً در حالت معمول حرکات را از چند مفصلی و گروه‌های عضلانی بزرگ به تک مفصلی و گروه‌های عضلانی کوچک آرایش می‌دهند، البته بجز سیستم‌های تمرینی همچون پیش خستگی که روش انجام دقیقاً بر عکس می‌باشد.

## روش‌های انجام تمرینات ایزوتونیک
روش‌های مختلفی برای انجام تمرینات ایزوتونیک وجود دارد که به وسیله تغییر در ست‌ها، آرایش حرکات، تعداد حرکات و تعداد جلسات، ابداع گردیده‌اند.
در این مقاله سعی شده است که سیستم‌های تمرینی ایزوتونیک به عنوان تمریناتی که قسمت اعظم تمرینات بدنسازی را شامل می‌شود معرفی گردد تا شما با امتحان هر یک بهترین سیستم تمرینی ایزوتونیک را برای خود برگزینید. به‌طور عمده سیستم‌های تمرینی شامل بخش‌بندی ذیل هستند:

### روش (سیستم) هرمی (Pyramid)
روش هرمی یکی از روش‌های اصلی تمرین ایزوتونیک بوده و استفاده از قوانین آن بشدت در سایر روش‌ها مشاهده می‌گردد. در این روش تمرینی وزنه‌ها و شدت در هر حرکت از سبک به سنگین طراحی می‌شوند، مثال زیر انجام حرکت پرس سینه را در روش هرمی نشان می‌دهد:
```
پرس سینه = ۶ – ۸ – ۱۰ – ۱۲
```

در مثال فوق ابتدا با وزنه سبک و با شدت ۷۰٪ یک تکرار حداکثر، حرکت را انجام داده و در ست بعدی وزنه را سنگینتر نموده و ۱۰ بار حرکت را انجام داده و به همین ترتیب تا تمرین به پایان رسد. در ست پایانی انتظار می‌رود که ورزشکار به کمک حریف تمرینی ست را با شدت ۸۵ تا ۹۵٪ یک تکرار حداکثر به پایان برد.

### روش هرمی معکوس
این روش هم از روش‌های اصلی تمرین ایزوتونیک می‌باشد و نحوه انجام آن دقیقاً بر عکس روش هرمی است به این ترتیب که وزنه‌های مورد استفاده از سنگین به سبک طراحی می‌شود؛ و شدت افزایش می‌یابد در مثال ذیل حرکت پرس سینه در روش هرمی معکوس بررسی می‌شود:
```
پرس سینه = ۱۲ – ۱۰ – ۸ – ۶
```

در مثال فوق ورزشکار ابتدا با شدت ۸۵ تا ۹۵٪ یک تکرار حداکثر، حرکت را به کمک حریف تمرینی انجام داده و سپس به نحوی کاملاً حساب شده طوری وزنه را کم می‌کند که در ست بعدی ۸ تکرار از حرکت را با شدت ۸۰ تا ۹۰٪ یک تکرار حداکثر، به کمک حریف تمرینی انجام دهد. منوال انجام حرکت به همین ترتیب ادامه می‌یابد به نحوی که در مثال فوق در ست آخر ورزشکار ۱۲ تکرار را با شدت ۷۰٪ یک تکرار حداکثر، به انجام رساند.

### روش ست ترکیبی (Plus Setting & Three setting)
در روش ست ترکیبی که مخصوص ورزشکاران حرفه‌ای می‌باشد و به دو صورت دو ستی و سه ستی (تری ست) انجام می‌شود، در این روش تمرینی ورزشکار به این منظور که یک گروه عضلانی را به‌طور کامل خسته کند ۲ یا ۳ ست از حرکات مربوط به یک گروه عضلانی را به صورت پی در پی و پشت سر هم انجام می‌دهد به نحوه که پس از تکمیل یک دور از ۲ یا سه حرکت مورد نظر یک ست به پایان می‌رسد. مثال زیر انجام حرکت پرس سینه و فلای سینه (پروانه) را در روش هرمی به روش ست ترکیبی نشان می‌دهد:
```
پرس سینه + فلای سینه = ۶ – ۸ – ۱۰ – ۱۲
```

در مثال فوق پس از به انجام رساندن ۱۲ تکرار از حرکت پرس سینه، ورزشکار بدون استراحت و وقفه به ایستگاه فلای رفته و ۱۲ تکرار از این حرکت را به انجام می‌رساند و به این ترتیب ست اولش را به پایان می‌برد. سپس پس از کمی استراحت ۱۰ تکرار از حرکت پرس سینه را انجام داده و مانند ست پیشین به ایستگاه فلای رفته و ۱۰ تکرار نیز از این حرکت انجام می‌دهد تا ست دوم را به انجام رسانده باشد و به همین ترتیب ادامه می‌دهد تا تمرین را به‌طور کامل انجام داده باشد. مثال ذیل انجام حرکات پرس سینه، فلای سینه و اوور کراس را در روش هرمی معکوس و به روش سه ست ترکیبی (تری ست) نشان می‌دهد:
```
پرس سینه + فلای سینه + اوور کراس = ۱۲ – ۱۰ – ۸ – ۶
```

### روش سوپر ستینگ (Super Setting)
در این روش که برای ورزشکاران حرفه توصیه می‌شود، ورزشکار دو گروه مخالف عضلانی را با هم تمرین می‌دهد مثال ذیل یک جلسه تمرین عضلات بازو و پشت بازو را در روش هرمی به روش سوپر ستینگ نشان می‌دهد:
```
جلو بازو هالتر ایستاده = ۶ – ۸ – ۱۰ – ۱۲
```

```
پشت بازو کششی ایستاده = ۶ – ۸ – ۱۰ – ۱۲
```

```
جلو بازو لاری = ۶ – ۸ – ۱۰ – ۱۲
```

```
پشت بازو با هالتر خوابیده = ۶ – ۸ – ۱۰ – ۱۲
```

روش سوپر ستینگ را می‌توان با روش ست ترکیبی درآمیخت، مثال ذیل گویای این مطلب است:
```
جلو بازو هالتر ایستاده + پشت بازو کششی ایستاده = ۶ – ۸ – ۱۰ – ۱۲
```

```
جلو بازو لاری + پشت بازو با هالتر خوابیده = ۶ – ۸ – ۱۰ – ۱۲
```

### روش استراحت – وقفه RPT یا (Rest – Pause Training)
این روش تمرینی که جو ویدر آن را برای قهرمانان ابداع نموده است، در واقع یک روش تمرینی کامل نمی‌باشد بلکه یک مکمل تمرینی برای ورزشکاران حرفه‌ای است. این روش تمرینی را معمولاً در بین تمرین به عنوان آخرین ست در یک حرکت به کار می‌برند، در این روش پس از اینکه ورزشکار تمرین خود را به پایان رسانید با شدت ۹۵ تا ۱۰۰٪ حداکثر یک تکرار، سه تکرار از یک حرکت را به کمک حریف تمرینی خود انجام داده و ۱۰ تا ۲۰ ثانیه استراحت می‌نماید سپس با همان وزنه دو یا سه تکرار از حرکت را انجام می‌دهد و سپس ۱۰ تا ۲۰ ثانیه استراحت می‌نماید و سپس برای بار سوم با همان وزنه یک تا سه تکرار از حرکت را انجام می‌دهد. در صورت توان ورزشکار می‌تواند این چرخه را ادامه دهد، در هنگام استفاده از روش تمرینی RPT حضور مربی یا حریف تمرینی ورزشکار الزامی می‌باشد. مثال ذیل انجام حرکت پرس سینه را در روش هرمی به روش RPT نشان می‌دهد:
```
پرس سینه = RPT– 6 – 8 – 10 – 12
```

### روش پیش خستگی
همان گونه که قبلاً در رابطه با آرایش حرکات توضیح داده شد، در یک جلسه تمرین حرکات به نحوی برای گروه‌های عضلانی آرایش می‌یابند که ابتدا حرکات چند مفصلی و سپس حرکات تک مفصلی برای گروه‌های عضلانی بزرگ و کوچک در نظر گرفته می‌شود. اما در روش تمرینی پیش خستگی به جهت اینکه عضله مورد تمرین به MMF برسد ابتدا حرکات تک مفصلی و سپس حرکات چند مفصلی برای عضلات در نظر گرفته می‌شود. مثال ذیل استفاده از روش هرمی و این روش تمرینی را در یک جلسه تمرین عضلات دلتوئید نشان می‌دهد:
1. صلیب = ۶ – ۸ – ۱۰ – ۱۲
2. سرشانه با هالتر از جلو = ۶ – ۸ – ۱۰ – ۱۲

همانگونه که مشاهده می‌شود ابتدا حرکت تک مفصلی صلیب برای عضله دلتوئید در نظر گرفته شده و سپس حرکت چند مفصلی سرشانه با هالتر از جلو برای این عضله انجام می‌شود.

### روش ست نا محدود (Unlimited Setting)
در این روش ورزشکار با انتخاب وزنه‌ای که انجام ۳ تا ۸ تکرار با شدت ۹۵ تا ۱۰۰٪ یک تکرار حداکثر، به کمک حریف تمرینی برایش ممکن باشد ست را شروع می‌نماید پس از این که ۳ تا ۸ تکرار را به انجام رسانید حریف یا حریفان کمکی وی مقداری از وزنه را کم می‌کنند (در حدود ۲۰٪)، سپس ورزشکار تمرین را برای به انجام رساندن ۲ تا ۶ تکرار ادامه می‌دهد و سپس دوباره وزنه سبک می‌شود تا جایی که ورزشکار با سبک‌ترین وزنه توانائی انجام یک تکرار از حرکت را نداشته باشد. مثال ذیل انجام حرکت جلو بازو در این روش تمرینی را نشان می‌دهد:
```
جلو بازو ایستاده با هالتر = US × ۴
```

### روش کنترل و تمرکز
در این روش تمرینی تأکید بر توانایی مهار، کنترل و تمرکز وزنه‌های استفاده شده در هر حرکت می‌باشد، به نحوی که مثلاً در انجام حرکت جلو بازو ایستاده اگر انجام حرکت با وزنه همیشگی ۲ ثانیه طول می‌کشد، با پایین آوردن سنگینی وزنه، حرکت می‌بایست ۲ تا ۵ برابر این مقدار زمان ببرد.

### روش مقاومت منفی
در این روش تمرینی تأکید بر بخش منفی حرکت می‌باشد، به نحوی که مثلاً در انجام حرکت جلو بازو ایستاده اگر بالا آوردن هالتر ۲ ثانیه طول می‌کشد، پایین آوردن آن می‌بایست ۲ تا ۵ برابر این مقدار زمان ببرد.

### روش ست‌های نیمه
در این روش تمرینی تکرارها در دامنه محدود انجام می‌شوند، به این معنا که اگر ورزشکار حرکت پرس سینه را انجام می‌دهد در هنگام بالا آوردن هالتر که دست‌ها باید در اوج حرکت صاف شوند، دست‌ها را در ناحیه آرنج صاف نمی‌کند و بدین ترتیب دامنه مفصلی حرکت را کم می‌کند.

### روش غریزی
عده زیادی از ورزشکاران این روش تمرینی را با بی برنامگی اشتباه می‌گیرند. برای استفاده از این روش داشتن ۳ سال سابقه تمرین الزامی می‌باشد. فرد ورزشکار هم‌چنین باید علم و تجربه کافی در رابطه با تحت فشار قرار دادن عضلات داشته باشد. هم‌چنین وی باید توانایی ارزیابی پاسخ هر گروه عضلانی نسبت به تمرین را داشته باشد. استفاده از این روش تمرینی در چرخه‌های (معمولا چرخه دوم) انتقال کاربرد دارد.

### روش تلفیقی
چنانچه تاکنون متوجه شده‌اید معمولاً روش تمرینی هرمی و هرمی معکوس در اکثر روش‌های تمرینی حضور دارند، در روش تمرینی تلفیقی ورزشکار از ۳ (و یا بیشتر) روش تمرینی به صورت هم‌زمان استفاده می‌نماید. به عنوان مثال برای تمرین دادن یک گروه عضله از روش‌های تمرینی هرمی، هرمی معکوس، RPT، ست‌های نامحدود و ست‌های ترکیبی با هم استفاده می‌کند. مثال ذیل یک جلسه تمرین را در روش تلفیقی نشان می‌دهد:
۱ – پرس سینه = RPT – 6 – 8 – 10 – 12
۲ – قفسه سینه + فلای = ۱۰ × ۳
۳ – پرس بالا سینه =US × ۲) – ۱۰ – ۱۲)
نکته‌ای که در رابطه با روش‌های تمرینی بسیار اهمیت دارد که برنامه‌ریزی دقیق با توجه به یادداشت‌های سوابق ورزشکار می‌باشد. از آنجا که بدن معمولاً پس از گذشت یک تا سه ماه به روش تمرینی عادت می‌کند حفظ سوابق تمرینی برای انتخاب درست و به هنگام روش تمرینی بسیار ضروری است و این ضرورت در رابطه با روش تمرینی تلفیقی بسیار بیشتر است.

### روش تمرینی مقاومت دایره‌ای (Circuit Resistance Training – CRT)
این روش تمرینی را به زحمت می‌توان یک روش تمرینی ایزوتونیک دانست. روش تمرینی دایره‌ای بیشتر یک نوع ورزش ایروبیک می‌باشد. معمولاً یک برنامه تمرینی دایره‌ای شامل ۱۰ تا ۱۵ ایستگاه در هر دور است و این ایستگاه‌ها ۲ تا ۳ بار دور می‌شوند تا مجموع زمان ممتد تمرین ۲۰ تا ۳۰ دقیقه شود. شدت انجام تمرین به این روش نباید از ۵۰٪ یک تکرار حداکثر، فراتر رود و مدت استراحت بین هر ایستگاه نیز ۱۵ تا ۲۰ ثانیه می‌باشد.

### روش تمرینی مقاومت دایره‌ای فوق‌العاده (Super Circuit Resistance Training – SCRT)
از آنجا که روش تمرینی دایره‌ای توان ایروبیک را بیش از ۵٪ افزایش نمی‌دهد لذا این روش تمرینی به وسیلهٔ متخصصان برای بهبود توان ایروبیک پیشنهاد می‌شود. روش کار مانند روش تمرینی دایره‌ای است با این تفاوت که بین هر ایستگاه ورزشکار یک دقیقه یک فعالیت ایروبیک مانند دو درجا یا دوچرخه ثابت را انجام داده سپس به سراغ ایستگاه بعدی می‌رود.

### روش تمرینی فوق سنگین (مایک منزر)
روش تمرینی مایک منزر عبارتست از تحت فشار قرار دادن یک عضله با حداکثر یک یا دو ست تمرین با شدت ۹۵ تا ۱۰۰٪ یک تکرار حداکثر، این روش تمرینی را قهرمانانی چون دوریان ییتس به کار بسته‌اند و نتایج مثبت آن را نشان داده‌اند (دوریان ییتس ۶ بار متوالی قهرمان جهان شد).

## دوره‌های تمرین ایزوتونیک
به جهت جلوگیری از ورزش زدگی و نیز به حداکثر رساندن افزایش قدرت و توان برای رسیدن به اوج عملکرد، تغییراتی دوره‌ای در تمرینات بدنسازی (ایزوتونیک، ایزومتریک و ایزوکنتیک) گنجانده می‌شود. این تغییرات را که در حجم و شدت تمرین اعمال می‌شود، معمولاً طبق یک برنامه یک ساله تنظیم می‌گردد. اکثر ورزشکاران برنامه تمرین خود را در طول یک سال به دوره‌هایی تقسیم می‌کنند. این روش که به دوره بندی تمرین (Periodization of Training) معروف است. به عنوان نمونه هر دوره بزرگ یک ساله به ۴ دوره کوچک تقسیم می‌شود. این دوره‌های کوچک معمولاً (بسته به فصل و هنگام مسابقه) ۳ ماه طول می‌کشند. جدول ذیل دوره بندی تمرین را در طول یک دوره یک ساله نشان می‌دهد:
| دوره‌های کوچک            | حجم تمرین (ست‌ها) | حجم تمرین (تکرارها) | شدت تمرین                 | اهداف                           |
| ----------------------- | ---------------- | ------------------- | ------------------------- | ------------------------------- |
| دوره اول (آمادگی)       | ۳ – ۵            | ۸ – ۲۰              | ۵۰ تا ۸۰٪ یک تکرار حداکثر | افزایش حجم و استقامت            |
| دوره دوم (انتقال اول)   | ۳ – ۵            | ۵ – ۸               | ۸۰ تا ۹۰٪ یک تکرار حداکثر | افزایش حجم و قدرت               |
| دوره سوم (مسابقه)       | ۳ – ۵            | ۲ – ۴               | ۹۰ تا ۹۵٪ یک تکرار حداکثر | رسیدن به اوج آمادگی برای مسابقه |
| دوره چهارم (انتقال دوم) | کم               | کم                  | -                         | بازیابی روانی و جسمانی          |

- تعداد و مدت دوره‌های کوچک، با در نظر گرفتن تعداد مسابقات فرق می‌کند و ورزشکار با توجه به وضعیتش حجم و شدت تمرین را در هر یک از دوره‌های کوچک اصلاح می‌نماید.
- در دوره اول (آمادگی) با هدف افزایش حجم و استقامت عضلانی تمرین با حجم زیاد و شدت کم تجویز می‌گردد.
- در دوره دوم (انتقال اول) همراه با افزایش شدت حجم تمرین کاهش یافته تا افزایش حجم و قدرت به اوج برسد.
- در دوره سوم (مسابقه) با به اوج رسیدن شدت تمرین ورزشکار به اوج آمادگی برای انجام مسابقه می‌رسد.
- در دوره چهارم (انتقال دوم) ورزشکار به فعالیت‌های جسمانی کم شدتی می‌پردازد که الزاماً تمرین بدنسازی نیستند.

هم چنین می‌توان دوره‌های کوچک را به روش ذیل که پیشنهاد دوریان ییتس (Dorian Yates) قهرمان اسبق مستر المپیا می‌باشد تنظیم نمود:
| دوره‌های کوچک         | حجم تمرین (ست‌ها) | حجم تمرین (تکرارها) | شدت تمرین                 | اهداف                                                                               |
| -------------------- | ---------------- | ------------------- | ------------------------- | ----------------------------------------------------------------------------------- |
| دوره اول (وزن)       | ۳ – ۵            | ۸ – ۱۲              | ۷۰ تا ۸۰٪ یک تکرار حداکثر | کاهش ذخایر چربی و افزایش حجم و قدرت عضلات                                           |
| دوره دوم (قدرت)      | ۲ – ۴            | ۴ – ۶               | ۸۵ تا ۹۰٪ یک تکرار حداکثر | افزایش حجم و قدرت عضلات                                                             |
| دوره سوم (کات)       | ۵ – ۶            | ۱۰ – ۱۵             | ۶۰ تا ۷۵٪ یک تکرار حداکثر | رسیدن به اوج آمادگی برای مسابقه                                                     |
| دوره چهارم (مسابقه)  | ۳ – ۵            | ۸ – ۱۰              | ۷۵ تا ۸۰٪ یک تکرار حداکثر | در این دوره کوتاه یک تا دو هفته‌ای حفظ اوج آمادگی برای انجام مسابقه هدف اصلی می‌باشد. |
| دوره پنجم (تجدیدقوا) | کم               | کم                  | -                         | بازیابی روانی و جسمانی                                                              |